# 克拉倫登丘陵 (伊利諾伊州)
克拉倫登丘陵（英語：Clarendon Hills）是位於美國伊利諾伊州杜佩奇縣的一個村落。

## 地理
克拉倫登丘陵的座標為41°47′46″N 87°57′21″W / 41.79611°N 87.95583°W，而該地最高點為海拔高度225米（即738英尺）。

## 人口
根據2010年美國人口普查的數據，克拉倫登丘陵的面積為4.68平方千米，當中陸地面積為4.65平方千米，而水域面積為0.03平方千米。當地共有人口8,428人，而人口密度為每平方千米1,800人。